# St. Rochus (Dalheim-Rödgen)

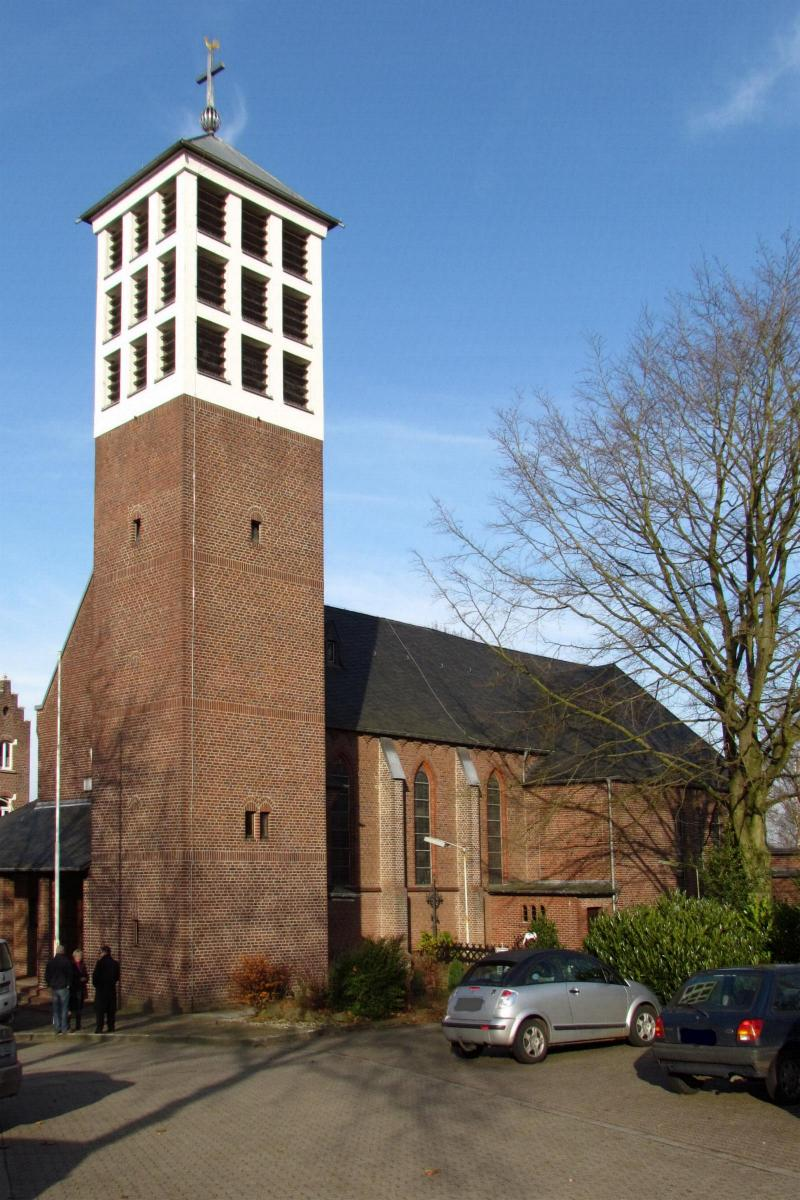
St. Rochus in Dalheim-Rödgen

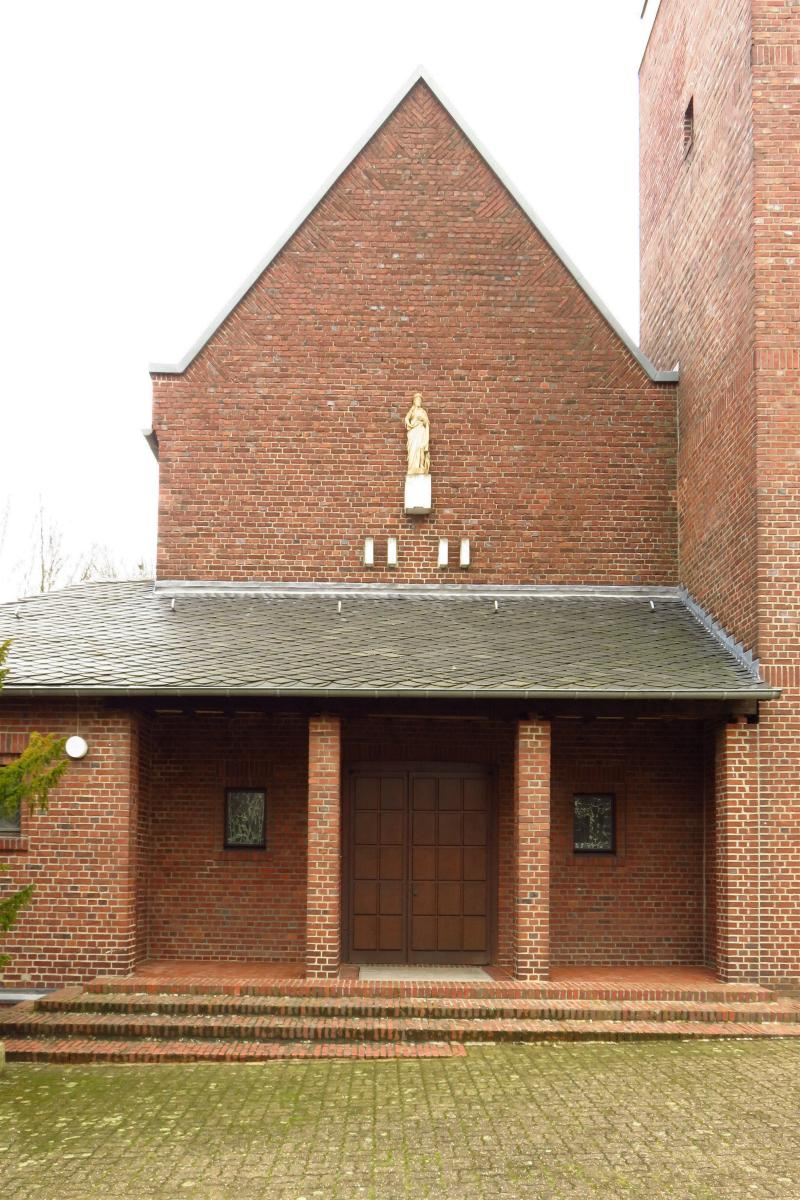
Westfassade der 1950er Jahre

St. Rochus ist die römisch-katholische Filialkirche des Ortsteils Dalheim-Rödgen der Stadt Wegberg im Kreis Heinsberg (Nordrhein-Westfalen). Das Gotteshaus befindet sich in Rödgen.

## Geschichte

### Kirchengebäude
Ein erstes Gotteshaus wurde im Jahr 1675 erbaut. Diese barocke Kapelle brannte jedoch am 16. August 1800 nieder. 1805 wurde sie wieder neu errichtet. 1896 wurde in Dalheim-Rödgen ein Kirchenbauverein gegründet. Bis zum Jahr 1899 war die neue Kirche schließlich vollendet. Die Pläne dazu stammten von Pierre Cuypers aus Roermond. Er erstellte die Pläne zur einschiffigen Saalkirche im Baustil der Neugotik kostenlos und führte auch die Bauleitung. Im Jahr 1904 wurde schließlich die Rochuskapelle von 1805 abgerissen. In den 1930er Jahren wurde die Kirche zu klein, sodass 1934 der vermutlich dreiseitig geschlossene Chor niedergelegt und an das Kirchenschiff ein Querschiff mit neuem, gerade geschlossenem Chor gesetzt wurde. Die Pläne dazu lieferte der Mönchengladbacher Architekt Franz Schüren. 1951 erhielt das Bauwerk schließlich seine endgültige Gestalt. In diesem Jahr wurde der Glockenturm sowie die Beichtkapelle errichtet und somit die Westfassade umgestaltet.

### Pfarre
Dalheim und Rödgen gehörten bis zum Jahr 1920 als Filialen zur Pfarre Arsbeck. Zwischen 1920 und einschließlich 2012 war Dalheim-Rödgen eine eigenständige Pfarrei. Die Klosterkirche des Zisterzienserinnenklosters Dalheim, welches 1804 aufgelöst worden ist, war zwischen 1804 und 1808 Pfarrkirche der Pfarre St. Adelgundis Arsbeck.
Seit dem 1. Januar 2013 ist Dalheim-Rödgen keine eigenständige Pfarrgemeinde mehr. Die Pfarre wurde mit einigen anderen ehemaligen Pfarreien zur Pfarre St. Martin Wegberg fusioniert. Seitdem ist St. Rochus eine Filialkirche dieser neuen Großpfarre.

## Ausstattung
Im Innenraum befindet sich eine moderne Ausstattung mit Volksaltar, Tabernakel und Ambo, welches alles aus Holz gefertigt wurde. 
Erwähnenswert sind die Fenster. Die Buntglasfenster in Chor und Querschiff sind Werke des Künstlers Peter Hecker aus dem Jahr 1934. Sie stellen zum Teil Heilige dar. Die ornamentalen Fenster im Kirchenschiff sind Werke der Glasmalerin Maria Katzgrau. Diese stammen ebenfalls aus dem Jahr 1934. Außerdem sind am Haupteingang Fenster des Künstlers Ernst Jansen-Winkeln aus dem Jahr 1957 angebracht. Diese stellen die Taufe und die Firmung dar. In der Beichtkapelle sind Werke eines unbekannten Künstlers vermutlich aus den 1950er Jahren zu sehen. Es sind Symbole der Dreifaltigkeit und des christlichen Glaubens dargestellt.

## Glocken
Drei Jahre nach der deutschen Kapitulation am Ende des Zweiten Weltkrieges goss die Glockengießerei Otto aus Bremen-Hemelingen drei Bronzeglocken für die St.-Rochus-Kirche. Karl (III) Otto war der für den Guss verantwortliche Gießer.
| Nr. | Name | Durchmesser (mm) | Masse (kg, ca.) | Schlagton (HT-1/16) | Gießer                                   | Gussjahr |
| --- | ---- | ---------------- | --------------- | ------------------- | ---------------------------------------- | -------- |
| 1   | –    | 1.170            | 950             | f′                  | Karl (III) Otto, Fa. F. Otto, Hemelingen | 1948     |
| 2   | –    | 972              | 575             | as′                 | Karl (III) Otto, Fa. F. Otto, Hemelingen | 1948     |
| 3   | –    | 865              | 400             | b′                  | Karl (III) Otto, Fa. F. Otto, Hemelingen | 1948     |

Motiv: Te Deum